# Liga Mexicana de Béisbol 1985
La Temporada 1985 de la Liga Mexicana de Béisbol fue la edición número 61. Para esta temporada hubo dos cambios de sede, los Indios de Ciudad Juárez pasan a ser los Algodoneros de Unión Laguna y las Truchas de Toluca pasan a ser los Ángeles Negros de Puebla.
Los Plataneros de Tabasco cambiaron de nombre a Ganaderos de Tabasco, y los Tecolotes de Nuevo Laredo a Tecolotes de los Dos Laredos, debido a que a partir de esta temporada jugarían en dos sedes, en el Parque de Béisbol La Junta de Nuevo Laredo, Tamaulipas y en el West Martin Field de Laredo, Texas, Estados Unidos. Los equipos se mantienen divididos en las Zona Norte y Zona Sur, ocho equipos en cada zona.
En la Serie Final los Diablos Rojos del México obtuvieron su octavo campeonato al derrotar en 5 juegos a los Tecolotes de los Dos Laredos. El mánager campeón fue Benjamín "Cananea" Reyes.

## Equipos participantes
| Liga Mexicana de Béisbol 1985 |                              |           |                                        |                            |             |
| Zona                          | Equipo                       | Fundación | Ciudad                                 | Estadio                    | Capacidad   |
| Norte                         | Acereros de Monclova         | 1974      | Monclova, Coahuila                     | Monclova                   | 8,500       |
| Norte                         | Algodoneros de Unión Laguna  | 1940      | Torreón, Coahuila                      | Revolución                 | 9,500       |
| Norte                         | Astros de Tamaulipas         | 1937      | Tampico, Tamaulipas                    | Ángel Castro               | 16,000      |
| Norte                         | Bravos de León               | 1978      | León, Guanajuato                       | Domingo Santana            | 6,500       |
| Norte                         | Rieleros de Aguascalientes   | 1975      | Aguascalientes, Aguascalientes         | Alberto Romo Chávez        | 6,494       |
| Norte                         | Saraperos de Saltillo        | 1970      | Saltillo, Coahuila                     | Francisco I. Madero        | 16,000      |
| Norte                         | Sultanes de Monterrey        | 1939      | Monterrey, Nuevo León                  | Cuauhtémoc y Famosa        | 6,000       |
| Norte                         | Tecolotes de los Dos Laredos | 1940      | Nuevo Laredo, Tamaulipas Laredo, Texas | La Junta West Martin Field | 7,800 5,000 |
| Sur                           | Ángeles Negros de Puebla     | 1938      | Puebla, Puebla                         | Hermanos Serdán            | 12,112      |
| Sur                           | Cafeteros de Córdoba         | 1934      | Córdoba, Veracruz                      | "Beisborama"               | 12,000      |
| Sur                           | Diablos Rojos del México     | 1940      | México, D. F.                          | Seguro Social              | 25,000      |
| Sur                           | Ganaderos de Tabasco         | 1975      | Villahermosa, Tabasco                  | Centenario 27 de Febrero   | 8,500       |
| Sur                           | Leones de Yucatán            | 1954      | Mérida, Yucatán                        | Kukulcán                   | 14,917      |
| Sur                           | Piratas de Campeche          | 1980      | Campeche, Campeche                     | Venustiano Carranza        | 6,000       |
| Sur                           | Rojos del Águila de Veracruz | 1903      | Veracruz, Veracruz                     | Deportivo Veracruzano      | 12,000      |
| Sur                           | Tigres Capitalinos           | 1955      | México, D. F.                          | Seguro Social              | 25,000      |

## Posiciones
| Zona Norte     | Zona Norte | Zona Norte | Zona Norte | Zona Norte |
| Equipo         | JG         | JP         | PCT        | JV         |
| -------------- | ---------- | ---------- | ---------- | ---------- |
| Aguascalientes | 65         | 58         | .528       | -          |
| Dos Laredos    | 67         | 60         | .528       | -          |
| Monclova       | 64         | 62         | .508       | 2.5        |
| Tamaulipas     | 66         | 64         | .508       | 2.5        |
| Saltillo       | 64         | 65         | .496       | 4.5        |
| León           | 60         | 67         | .472       | 7.0        |
| Unión Laguna   | 61         | 70         | .466       | 8.0        |
| Monterrey      | 60         | 69         | .465       | 8.0        |

| Zona Sur | Zona Sur | Zona Sur | Zona Sur | Zona Sur |
| Equipo   | JG       | JP       | PCT      | JV       |
| -------- | -------- | -------- | -------- | -------- |
| México   | 80       | 52       | .606     | -        |
| Yucatán  | 74       | 49       | .602     | 1.5      |
| Tigres   | 72       | 54       | .571     | 5.0      |
| Córdoba  | 72       | 55       | .567     | 5.5      |
| Puebla   | 70       | 54       | .565     | 6.0      |
| Campeche | 58       | 60       | .492     | 15.0     |
| Tabasco  | 43       | 83       | .341     | 34.0     |
| Águila   | 39       | 93       | .295     | 41.0     |

| Clasificado a los playoffs |

## Juego de Estrellas
El Juego de Estrellas de la LMB se realizó el 19 de junio en el Parque Centenario 27 de Febrero en Villahermosa, Tabasco. La Zona Sur se impuso a la Norte 5 carreras a 0, en donde fueron seleccionados como Jugadores Más Valiosos Herminio Domínguez de los Piratas de Campeche y Ricardo Solís de los Diablos Rojos del México.

## Play-offs
|  | Primer Play off | Primer Play off |             |   | Finales de zona | Finales de zona |  |  | Serie Final | Serie Final |
|  |                 |                 |             |   |                 |                 |  |  |             |             |
|  |                 |                 |             |   |                 |                 |  |  |             |             |
|  |                 |                 |             |   |                 |                 |  |  |             |             |
|  |                 |                 |             |   |                 |                 |  |  |             |             |
|  | Monclova        | 0               |             |   |                 |                 |  |  |             |             |
|  | Monclova        | 0               |             |   |                 |                 |  |  |             |             |
|  | Dos Laredos     | 4               |             |   |                 |                 |  |  |             |             |
|  | Dos Laredos     | 4               | Dos Laredos | 4 |                 |                 |  |  |             |             |
|  | Zona Norte      |                 | Dos Laredos | 4 |                 |                 |  |  |             |             |
|  |                 | Aguascalientes  | 2           |   |                 |                 |  |  |             |             |
|  | Tamaulipas      | Aguascalientes  | 2           | 0 |                 |                 |  |  |             |             |
|  | Tamaulipas      |                 |             | 0 |                 |                 |  |  |             |             |
|  | Aguascalientes  | 4               |             |   |                 |                 |  |  |             |             |
|  | Aguascalientes  | 4               | Dos Laredos | 1 |                 |                 |  |  |             |             |
|  |                 |                 | Dos Laredos | 1 |                 |                 |  |  |             |             |
|  |                 | México          | 4           |   |                 |                 |  |  |             |             |
|  | Tigres          | México          | 4           | 4 |                 |                 |  |  |             |             |
|  | Tigres          |                 |             | 4 |                 |                 |  |  |             |             |
|  | Yucatán         | 2               |             |   |                 |                 |  |  |             |             |
|  | Yucatán         | 2               | Tigres      | 1 |                 |                 |  |  |             |             |
|  | Zona Sur        |                 | Tigres      | 1 |                 |                 |  |  |             |             |
|  |                 | México          | 4           |   |                 |                 |  |  |             |             |
|  | Córdoba         | México          | 4           | 2 |                 |                 |  |  |             |             |
|  | Córdoba         |                 |             | 2 |                 |                 |  |  |             |             |
|  | México          | 4               |             |   |                 |                 |  |  |             |             |
|  | México          | 4               |             |   |                 |                 |  |  |             |             |

## Designaciones
Se designaron como novatos del año a Pablo Machiria de los Astros de Tamaulipas y a Florentino Vázquez  de los Acereros de Monclova.

## Acontecimientos relevantes
- 14 de abril: Herminio Domínguez de los Piratas de Campeche le lanza juego perfecto de 9 entradas a los Cafeteros de Córdoba, en un partido disputado en Campeche, Campeche y que terminó con marcador de 1-0.[3]
- 14 de mayo: Derek Bryant de los Astros de Tamaulipas impone récord al conectar cuatro cuadrangulares en un solo juego contra el equipo de los Rieleros de Aguascalientes.[4]
- 4 de junio: Salvador Colorado de los Cafeteros de Córdoba le lanza juego sin hit ni carrera de 7 entradas a los Sultanes de Monterrey, en un partido disputado en Córdoba, Veracruz y que terminó con marcador de 4-0.
- 8 de junio: Carlos Sosa de los Astros de Tamaulipas le lanza juego sin hit ni carrera de 9 entradas a los Ángeles Negros de Puebla, en un partido disputado en Tampico, Tamaulipas y que terminó con marcador de 4-0.[5]